# وحدة إيرانية

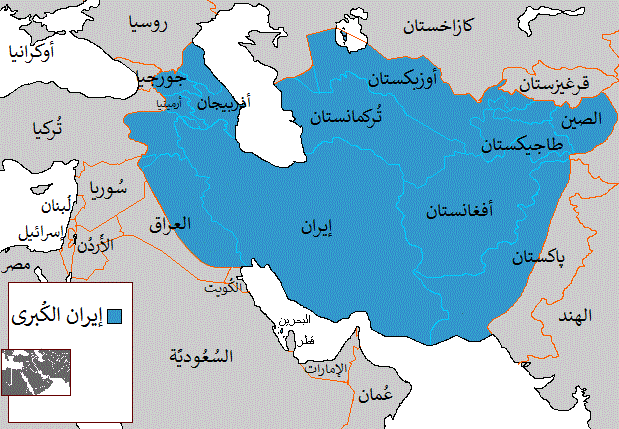
حدود الطموح القومیه الایرانی التي تضم العراق، ودول آسيا الوسطى.

الوحدة الإيرانية هي أيديولوجية تدعو إلى التضامن وإعادة توحيد الشعوب الإيرانية التي تعيش في الهضبة الإيرانية والمناطق الأخرى ذات التأثير الثقافي الإيراني الكبير، بما في ذلك الفرس والأذربيجانيين والأوسيت والأكراد والزازا وطاجيكستان وأوزبكستان وأفغانستان، الباشتون وبلوش باكستان. وكان أول منظر الدكتور محمود أفشر يزدي.

## الأصل والأيديولوجيا
طور العالم السياسي اليراني الدكتور محمود أفشر إيديولوجية القومية الإيرانية في أوائل العشرينات من القرن الماضي في مواجهة القومية التركية
والقومية العربية التي اعتبرت تهديدات محتملة للسلامة الإقليمية لإيران. كما أظهر اعتقادا قويا بالطابع القومي للشعب الإيراني طوال تاريخ البلاد الطويل.
وخلافا لحركات مماثلة من الوقت ذاته في بلدان أخرى، كانت عموم إيران شاملة إثنيا ولغويا واقتصرت فقط على القومية الإقليمية، بدلا من القومية الإثنية أو العرقية. عشية الحرب العالمية الأولى، ركز عموم التركيين على الأراضي الناطقة بالتركية في إيران والقوقاز وآسيا الوسطى. [10] وكان الغرض النهائي هو إقناع هؤلاء السكان بالانفصال عن الكيانات السياسية الأكبر التي ينتمون إليها والانضمام إلى الوطن التركي الجديد ([10]). وكان هذا النداء الأخير موجه إلى الأذربيجانيين الإيرانيين، الذي خلافا للنوايا العمالية التركية، تسبب في مجموعة صغيرة من المثقفين الأذربيجانيين بأن يصبحوا أقوى المدافعين عن السلامة الإقليمية لإيران. [10] بعد الثورة الدستورية في إيران، تم تبني القومية الرومانسية من قبل الديمقراطيين الأذربيجانيين كرد فعل على السياسات العمالية التكرارية التي تهدد سلامة أراضي إيران. [10] خلال هذه الفترة تم اقتراح سياسات إرنستية ولغوية لغوية كطابع دفاعي ضد الآخرين. [10] وخلافا لما يمكن أن يتوقعه المرء، كان من بين ابتكار هذه القومية الدفاعية الأذربيجانيون الإيرانيون. [10] ورأوا أن ضمان السلامة الإقليمية للبلد هو الخطوة الأولى في بناء مجتمع قائم على القانون والدولة الحديثة ([10]). ومن خلال هذا الإطار، تجاوز ولاءهم السياسي انتماءاتهم العرقية والإقليمية. [10] واعتماد هذه السياسات التكاملية مهد الطريق لظهور القومية الثقافية العرقية للمجموعة. [10]
نشأت القومية الفارسية في منطقة خراسان في شرق إيران بعد القرن الثاني للهجرة على شكل تيار شعوبي معاد للعرب، حيث استغلها العباسيون بقيادة أبي مسلم الخراساني ضد الأمويين. وعبر ترويج المشاعر القومية وإشاعة اليأس من الإسلام عملت إلى ضرب سلطة الخلافة. ويذهب بعض الباحثين إلى أن لليهود دورًا كبيرًا في تحريض الفرس ضد العرب عن طريق الشعوبية. وبلغ الفكر القومي الفارسي أوجه بقيام الشاعر الشعوبي أبو القاسم الفردوسي بكتابة قصائد شعرية يمجد فيها تاريخ فارس وحضارتها ويشتم فيها العرب وحضارتهم الإسلامية ويحط من شأنهم، وأسماها الشاهنامه (ملك الكتب) ووضع جلها في شتم العرب وتحقيرهم وتمجيد الفرس وملوكهم. وأهم دولة قامت على هذا الأساس هي دولة الصفويين.
أما القومية الحديثة في إيران فتعود إلى عام 1906، عندما أنشأت الثورة الشبه سلمية أول برلمان دستوري. رضا بهلوي الإيراني على شكل القومية بتزويده بوضوح مع الفكر العلماني والتقليل من تأثير الإسلام على إيران. وبالإضافة إلى ذلك، عمل رضا شاه على تغيير أسماء المدن إلى مختلف الشرف الفارسي قبل الإسلام، الأبطال والاستمرار في خفض القوة من الوالد الذي يسعى إلى تحديث يران.ثي سلالة البهلوي هكذا بدأت لا إغلاق الطريق نحو غرس البلاد مع أي شكل من العلمانية القومية السبيل الذي جعله في النهاية إلى الصدام مع رجال الطبقة البلد.
ومع انهيار السلالة القاجارية وظهور الشاه رضا بهلوي (1925-1941) حيث بدأ بتقديم الإصلاحات العلمانية والحد من سلطة رجال الدين الشيعة، الإيراني القومي والفكر الاشتراكي كان يأمل في أن العهد الجديد سوف يشهد كذلك إدخال إصلاحات ديموقراطية. بيد أن هذه اللإصلاحات لم تحدث. وتوج هذا الارتفاع التدريجي من الجماعات المنظمة الشعبية للقومية الإيرانية الحركة القومية التي يصل الكتاب والمعلمين والطلاب والناشطين في تحالف مع الحركات المناصرة للديمقراطية.
وقام بإنشاء جيل من المثقفين الفرس الذين وظفهم من أجل نزعاته القومية، حيث عملوا حسب برنامج محدد هدفه السياسي إثارة الخلافات والعداء بين الإيرانيين وبين شرق العالم الإسلامي وغربه. إذ يقوم خطابهم -حول الاعتداء العربي على اللغة والثقافة والأرض الإيرانية- على الأساطير. ويعتبر هذا البرنامج أن الإسلام هو سبب تخلف إيران، وأن المسلمين الفاتحين قد قاموا بالاعتداء على الحضارة الفارسية وإراقة الدماء. ويتهم المفكر الفارسي ناصر بوربيرار القومية الفارسية بأنها «تستهدف إيجاد الهوة بين العرب والعجم، وإحياء الوثائق اليهودية المتعلقة بالقرون الأولية للإسلام، والتي لفقها اليهود في إيران آنذاك لتقسيم العالم الإسلامي».
كان للقومية الإيرانية أثر في ثورة حركة تأميم النفط في إيران عام 1951. واكتسبت زخمًا في الأربعينات بعد احتلال قوات الحلفاء لأجزاء من إيران. وفي أواخر الأربعينات وأوائل الخمسينات، تم تشكيل حزبين سياسيين قائمين على أساس القومية الإيرانية وهي: «ملت إيران» و«منظمة حزب عموم إرانيست». ورغم تقاسم نفس المبادئ السياسية وما شابه ذلك وجهات النظر في العديد من القضايا، فإن الحزبين يختلفان كثيرًا بالهيكل التنظيمي والممارسة. كل هذه الأحزاب العاملة حاليًا داخل البلاد وخارجها. منذ الثورة الإيرانية، كانت هناك مجموعات أخرى أقل شهرة - داخل إيران وخارجها - انضمت إلى القومية الإيرانية.
وقد ساهم الخطاب القومي الفارسي المعادي للعرب في الأدب والتاريخ الإيراني المعاصر، في تعميق الهوة والعداء بين الفرس والعرب وفي قمع العرب داخل إيران.

## الروابط
- "İran Azerilerinden karikatür tepkisi" NTV
- "İran ile Azeriler arasında karikatür krizi" Sabah
- Iranian Azeri Turks face concern cultural discrimination
- Attack on Azeri protesters demanding right to education in their mother tongue
- Tabriz Demonstrators Demand Right To Education In Azeri
- Iran and the challenge of diversity